# Tanconville
Tanconville ist eine französische Gemeinde mit 106 Einwohnern (Stand 1. Januar 2022) im Département Meurthe-et-Moselle in der Region Grand Est (vor 2016 Lothringen). Sie gehört zum Arrondissement Lunéville und zum Kanton Baccarat.

## Geografie
Die Gemeinde Tanconville liegt an der Grenze zum Département Moselle am Bach Ruisseau de l’Herbas im Einzugsgebiet der Vezouze am Rand eines nordwestlichen Ausläufers der Vogesen. Nachbargemeinden sind Hattigny im Norden, Bertrambois im Osten, Cirey-sur-Vezouze im Südosten und Süden sowie Frémonville im Westen und Nordwesten. Die Gemeinde besteht aus dem Ort Tanconville sowie einigen Einzelgehöften. Weite Teile des Gemeindegebiets sind bewaldet. Südlich des Dorfs liegt der Neuf Étang als größter von mehreren Teichen. In der fünf Kilometer entfernten Gemeinde Richeval besteht Anschluss an die Nationalstraße 4.

## Geschichte
Die heutige Gemeinde wurde 1145 unter dem Namen Tamcolvilla erstmals in einem Dokument erwähnt. Sie war Teil der Vogtei (Bailliage) Lunéville und wurde 1633 im Dreißigjährigen Krieg von durchziehenden schwedischen Truppen stark zerstört. Tanconville gehörte historisch zum Herzogtum Lothringen, das 1766 an Frankreich fiel. Bis zur Französischen Revolution lag die Gemeinde dann im Grand-gouvernement de Lorraine-et-Barrois. Von 1793 bis 1801 war Tanconville dem Distrikt Blâmont zugeteilt und zudem Teil des Kantons Cirey. Danach von 1801 bis 1873 im Kanton Lorquin (1871–1873 Lörchingen). Von 1873 bis 2015 gehörte sie wiederum zum Kanton Cirey(-sur-Vezouze). Von 1801 bis 1873 war sie zudem dem Arrondissement Sarrebourg (1871–1873 Kreis Saarburg) zugeordnet. Seither gehört Tanconville zum Arrondissement Lunéville. Die Gemeinde lag bis 1871 im alten Département Meurthe, danach für zwei Jahre im Bezirk Lothringen. Seither bildet sie einen Teil des Départements Meurthe-et-Moselle. Von 1873 bis 1918 war sie Grenzgemeinde zu Deutschland. In den beiden Weltkriegen kam es zu Zerstörungen. Bei der Schlacht vom 19. Juni 1940 starben 40 französische Soldaten. Die kriegerischen Ereignisse forderten zudem Opfer unter der Zivilbevölkerung.

## Bevölkerungsentwicklung
| Jahr                       | 1962 | 1968 | 1975 | 1982 | 1990 | 1999 | 2006 | 2014 | 2021 |
| Einwohner                  | 178  | 160  | 147  | 138  | 115  | 102  | 89   | 111  | 107  |
| Quellen: Cassini und INSEE |      |      |      |      |      |      |      |      |      |

## Sehenswürdigkeiten
- Kirche Mariä Geburt (Église de la Nativité-de-la-Vierge) aus dem 18. Jahrhundert; 1944 beschädigt und wiederaufgebaut

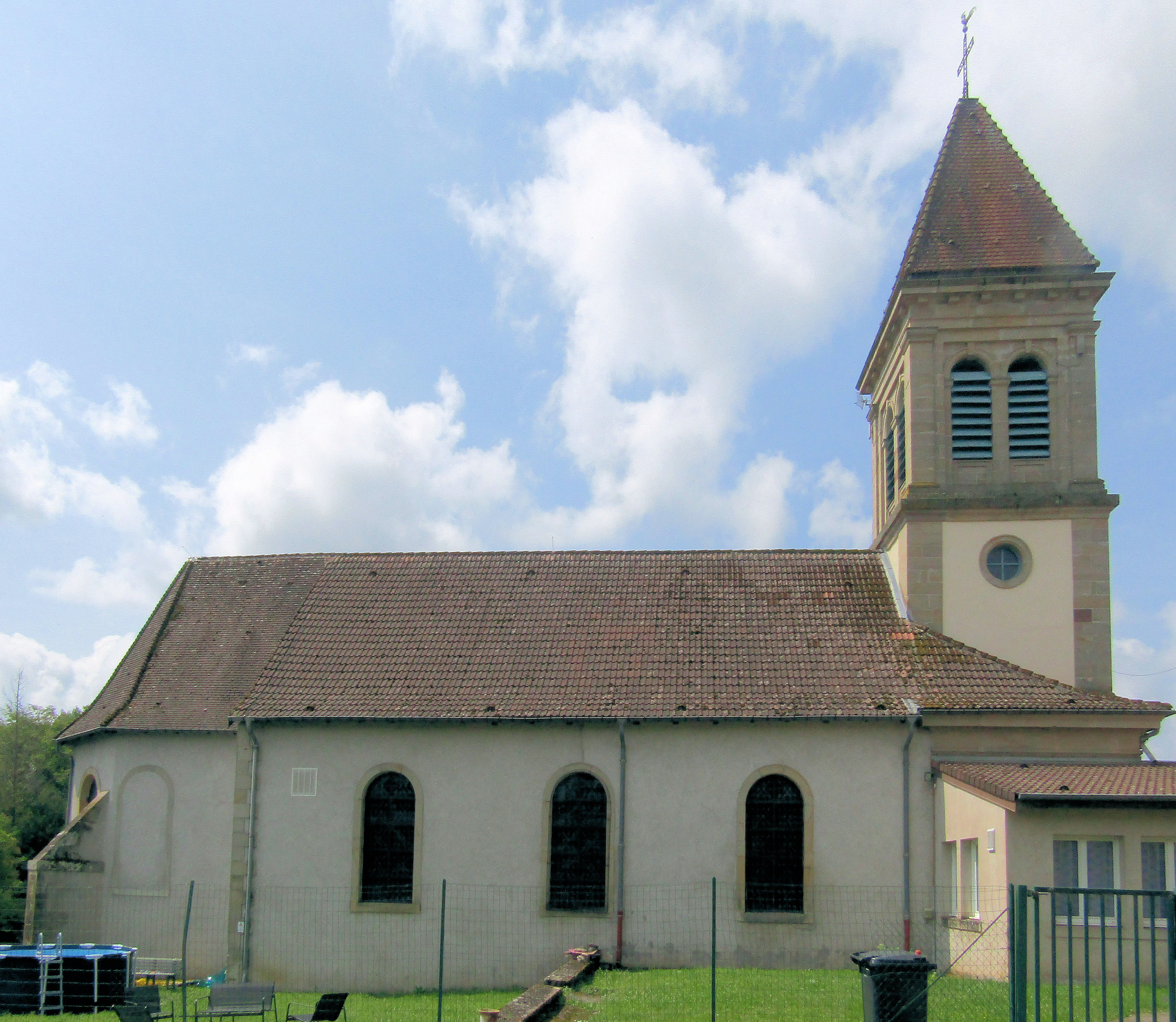
Kirche Mariä Geburt

- Wegkreuz an der Grande Rue
- Denkmäler für die Gefallenen